# Ficus muelleriana
Ficus muelleriana là một loài thực vật thuộc họ Moraceae. Đây là loài đặc hữu của Mozambique. Nó hiện đang bị đe dọa vì mất môi trường sống.